# Municipio de West Hemlock
El municipio de West Hemlock  (en inglés: West Hemlock Township) es un municipio ubicado en el condado de Montour en el estado estadounidense de Pensilvania. En el año 2000 tenía una población de 489 habitantes y una densidad poblacional de 24.4 personas por km².

## Geografía
El municipio de West Hemlock se encuentra ubicado en las coordenadas 41°01′00″N 76°34′29″O / 41.01667, -76.57472.

## Demografía
Según la Oficina del Censo en 2000 los ingresos medios por hogar en la localidad eran de $45,625 y los ingresos medios por familia eran $50,000. Los hombres tenían unos ingresos medios de $32,500 frente a los $24,375 para las mujeres. La renta per cápita para la localidad era de $18,428. Alrededor del 7,9% de la población estaban por debajo del umbral de pobreza.